# Elbridge G. Chapman
Elbridge Gerry Chapman Jr. (* 20. November 1895 in Denver, Colorado; † 6. Juli 1954 in San Bruno, San Mateo County, Kalifornien) war ein Generalmajor der United States Army. Er war unter anderem Kommandeur der 13. Luftlandedivision.
Elbridge Chapman studierte zunächst an der University of Colorado. Nach dem amerikanischen Eintritt in den Ersten Weltkrieg trat er als Leutnant dem Offizierskorps des US-Heeres bei. In der Armee durchlief er anschließend alle Offiziersränge vom Leutnant bis zum Zwei-Sterne-General.
Im Lauf seiner militärischen Karriere absolvierte er verschiedene Kurse und Schulungen. Dazu gehörten unter anderem der Infantry Officer Advanced Course, das Command and General Staff College und die Basic Airborne School.
Chapman war während des Ersten Weltkriegs mit den American Expeditionary Forces in Europa eingesetzt. Dort gehörte er einem Bataillon des 9. Infanterieregiments unter der 2. Infanteriedivision an. Im Herbst 1918 zeichnete er sich bei einigen Gefechten aus, wofür er mit mehreren Orden ausgezeichnet wurde. Nach dem Waffenstillstand vom November 1918 gehörte er für einige Zeit den amerikanischen Besatzungstruppen in Deutschland an.
Nach seiner Heimkehr absolvierte er den für Offiziere in den jeweiligen Rangstufen üblichen Dienst in verschiedenen Einheiten und Standorten. Im September 1941 erhielt er das Kommando über das 88. Luftlandebataillon, das er bis März 1942 innehatte. In diese Zeit fiel der amerikanische Eintritt in den Zweiten Weltkrieg. Zwischen März und August 1942 war Chapman Stabsoffizier im Hauptquartier der Luftlandeeinheiten (Executive Officer, Airborne Command). Anschließend kommandierte er bis zum November 1943 den Airborne Command. Danach erhielt er als Nachfolger von George W. Griner das Kommando über die 13. Luftlandedivision, das er bis zu deren Auflösung Ende Februar 1946 behielt. Die Division wurde zwar in Frankreich stationiert, nahm aber de facto nicht aktiv am Kriegsgeschehen teil. Im August 1945 kehrte Chapmans Division in die Vereinigten Staaten zurück, um für einen Einsatz bei der geplanten Landung in Japan ausgebildet zu werden. Dazu kam es dann aber aufgrund der japanischen Kapitulation nicht mehr.
Nach dem Ende seiner Zeit als Divisionskommandeur bei der 13. Luftlandedivision kommandierte Chapman im Jahr 1946 für einige Monate die Fallschirmspringer-Schule (Parachute School). Am 30. November 1946 schied er aus dem aktiven Militärdienst aus. Er starb am 6. Juli 1954 in San Bruno in Kalifornien und wurde auf dem dortigen Golden Gate National Cemetery beigesetzt.

## Orden und Auszeichnungen
Elbridge Chapman erhielt im Lauf seiner militärischen Laufbahn unter anderem folgende Auszeichnungen:
- Distinguished Service Cross
- Army Distinguished Service Medal
- Silver Star
- Bronze Star Medal
- Purple Heart
- Mexican Border Service Medal
- World War I Victory Medal
- Army of Occupation of Germany Medal
- American Defense Service Medal
- American Campaign Medal
- European-African-Middle Eastern Campaign Medal
- World War II Victory Medal